# Stockholms polishus
Stockholms polishus utgör högkvarter för Polismyndigheten samt för Polisregion Stockholm och består av ett flertal byggnadskroppar uppförda åren 1911 till 1972, inom kvarteret Kronoberg vid Kungsholmsgatan 33-47 på Kungsholmen i Stockholms innerstad. Byggnaden från 1911 blev 1965 statligt byggnadsminne. Efter att fastigheten överförts från Byggnadsstyrelsen till Vasakronan 1993 omvandlades det till enskilt byggnadsminne. Från 1997 ägs och förvaltas byggnadskomplexet av Specialfastigheter. Även Säkerhetspolisen, som tidigare var en avdelning inom Rikspolisstyrelsen, var lokaliserad hit, men är numera en separat polismyndighet och primärt lokaliserad till andra lokaler i Solna.

## Historik
Beslut om uppförandet av ett nytt polishus fattades av stadsfullmäktige år 1903. Troligtvis var det bristen på häktesplatser i det gamla rannsakningsfängelset på Myntgatan i Gamla Stan som var avgörande då nämnden beslutade att uppföra ett nytt kvarter med bland annat polishus, gymnastikhus, stall och rannsakningsfängelse på den mark som tidigare nyttjats för handelsträdgårdar.
Grundarbetet påbörjades 1905, men det skulle ta ända till 1911 innan häkte och polishus stod klart för inflyttning. Till arkitekt hade hovintendenten Gustaf Lindgren utsetts. Lindgren var vid denna tid arkitekt vid Överintendentsämbetet och även i Kungliga Fångvårdsstyrelsen. Byggmästare var Erik Hjelm.
Stilen bröt mot den för tiden vanliga nationalromantiska inriktningen, och ansågs av samtiden, på grund av sin eklekticism, som föråldrad i stilhänseende. Den har även beskrivits som ett av få svenska komplex som byggdes i den imperialstil som användes runt om i världen för att manifestera laglig auktoritet. Till den anglosaxiska arkitekturen knyter bland annat mittornets enorma lanternin an, uppbyggd som ett rundtempel.
Byggnaden innehöll förutom arbetsrum även logement och bostäder för anställda.

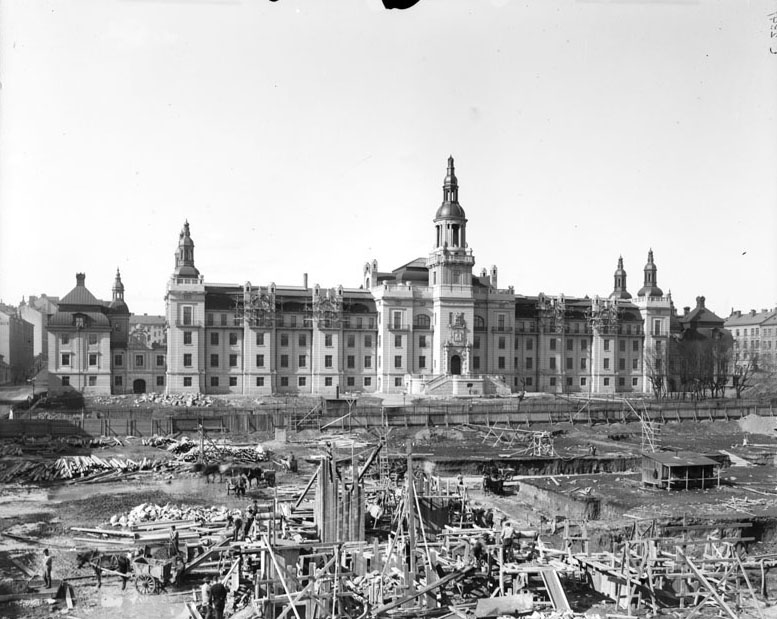
Polishusets fasad mot Agnegatan. Rådhuset under byggnad.
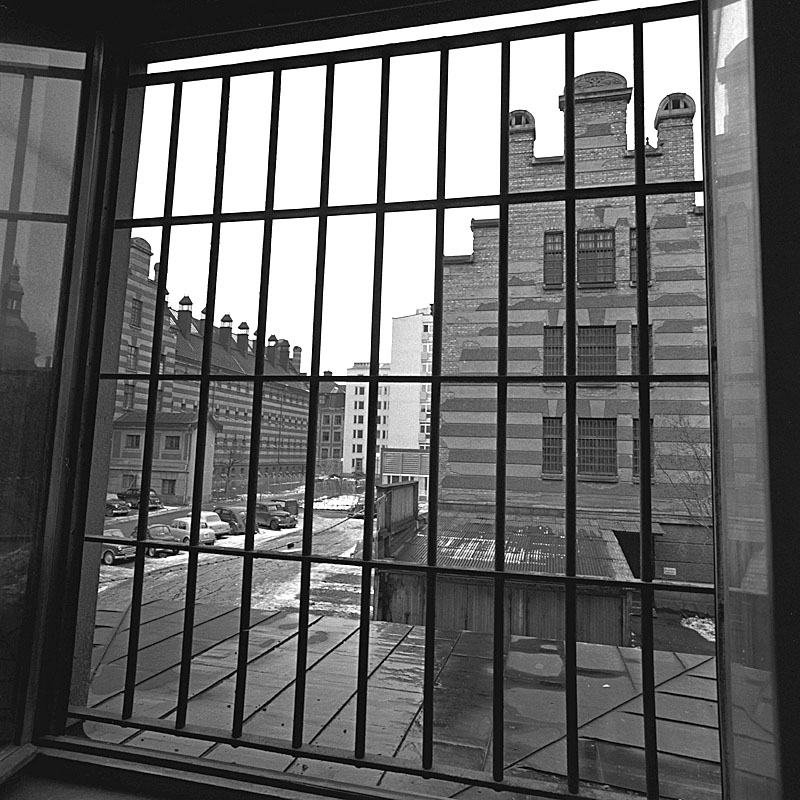
Utsikt från en cell mot stadshäktet och Polishuset 1958.
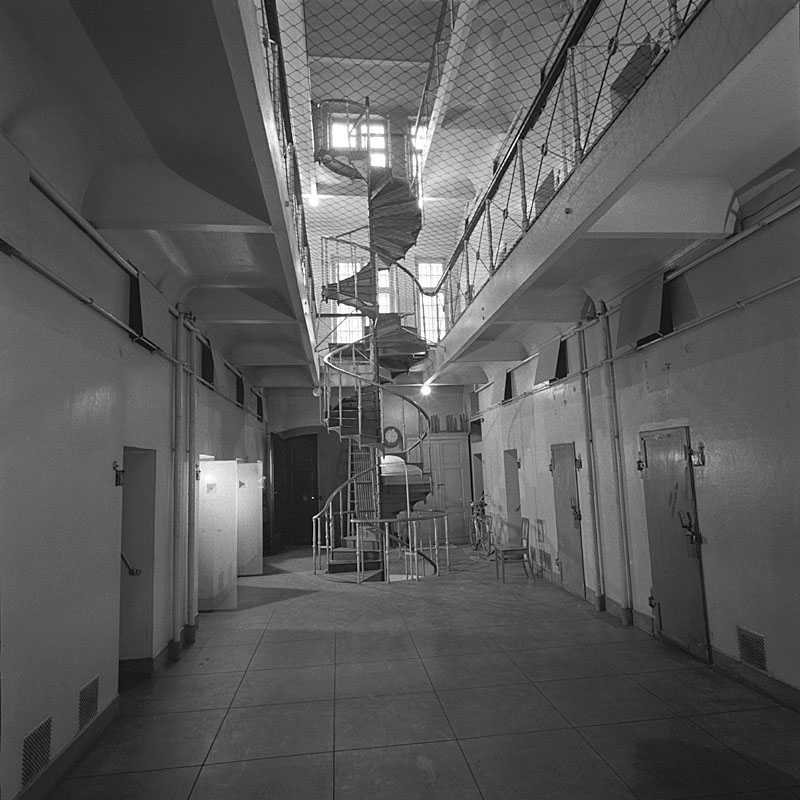
Stadshäktet 1958.
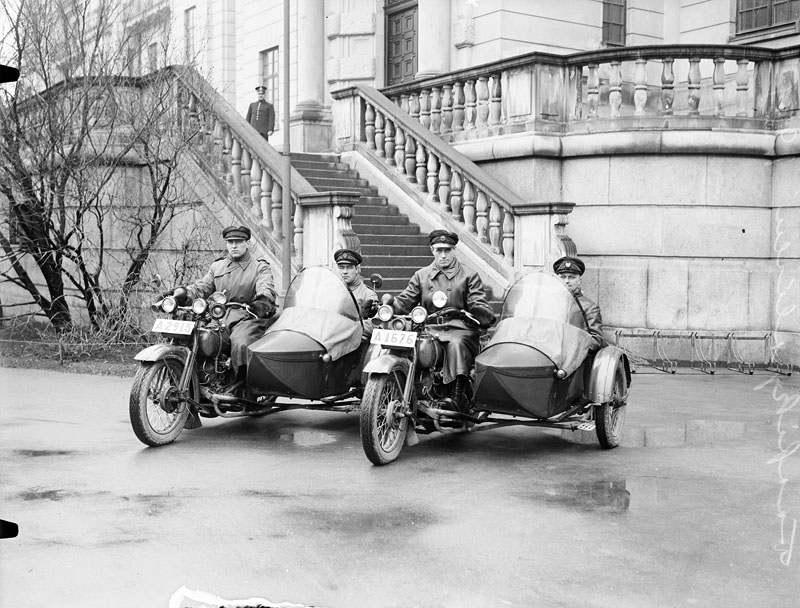
Motorcykelpatrull framför polishuset 1931.

## Om- och tillbyggnader
Komplexet har under åren genomgått flera ombyggnader:
- 1938 uppfördes en ny byggnad med klassicistiska drag för kriminalpolisen på Bergsgatan, ritad av arkitekt Carl Melin.
- 1955–1959 revs portbyggnaden med anslutande stall och gymnastiksal för att ge plats åt ett nytt hus för kriminalpolisen. Detta ritades av N.Å. Carlberg och Nils Sterner. Bror Marklund formgav den praktfulla porten mot Kungsholmsgatan
- 1965 blev Polishuset statligt byggnadsminne, men fyra år senare gjordes ombyggnader som innebar allvarliga ingrepp i byggnadens arkitekturhistoriska värde. Det lades in ett betongbjälklag mellan de övre planen av centralhallen och huvudtrappan för att skapa utrymme för en ny sambandscentral. Härvid förstördes balustrader, dörromfattningar och pilasterkapitäl, medan takfönster och lanternin byggdes för.
- 1972 revs häktesbyggnaderna, samt Kronprinsessan Lovisas barnsjukhus. Tre skivhus ritade av Lennart Kolte uppfördes för Rikspolisstyrelsen och det nya Kronobergshäktet
- Under 1990-talet och 2000-talet har flera ombyggnader gjorts för att återställa byggnadens tidigare kvaliteter, där bland annat ljusschakt återställts och fasaden och utsmyckningar renoverats.

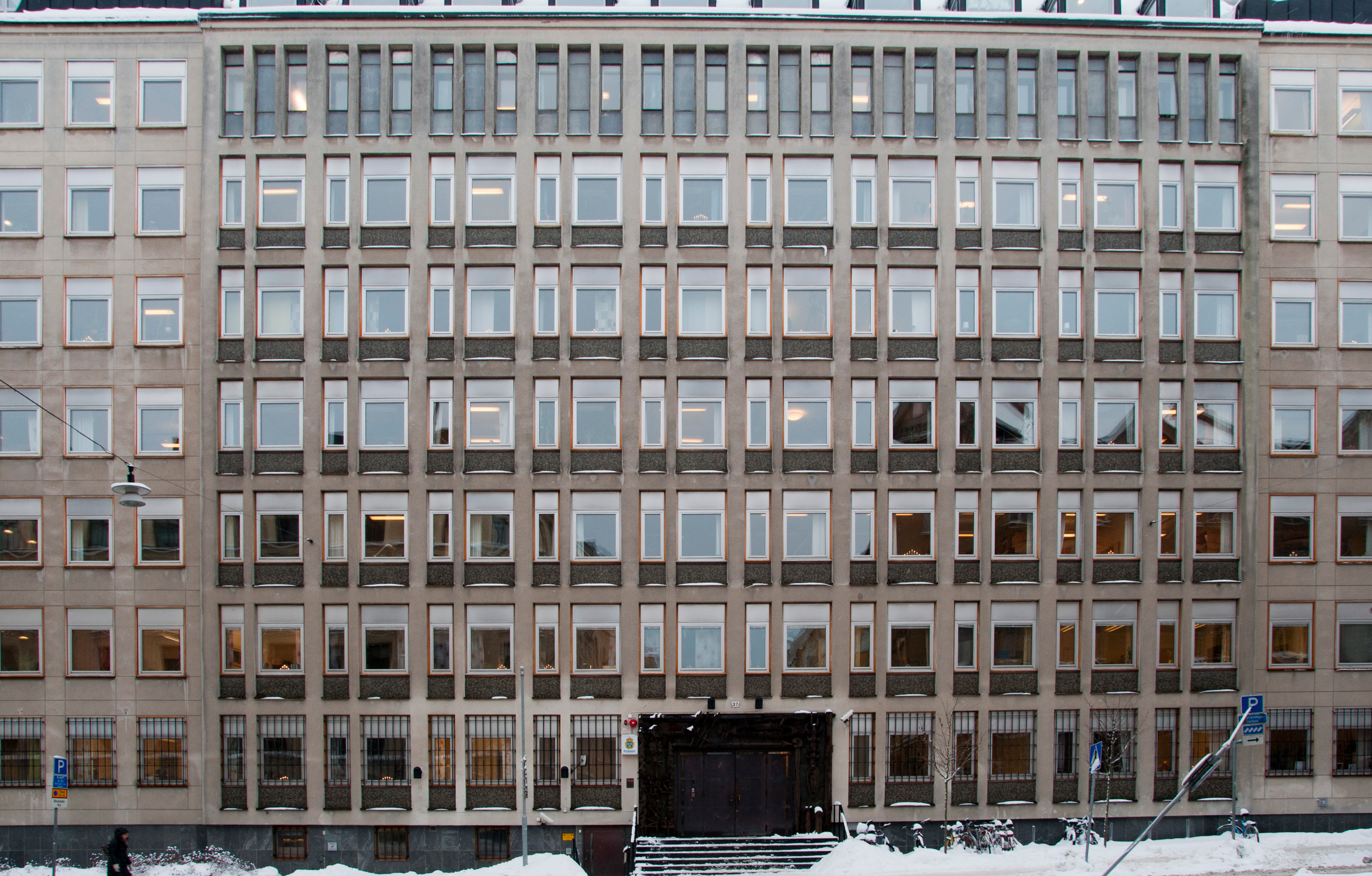
Länskriminalpolisens byggnad mot Kungsholmsgatan
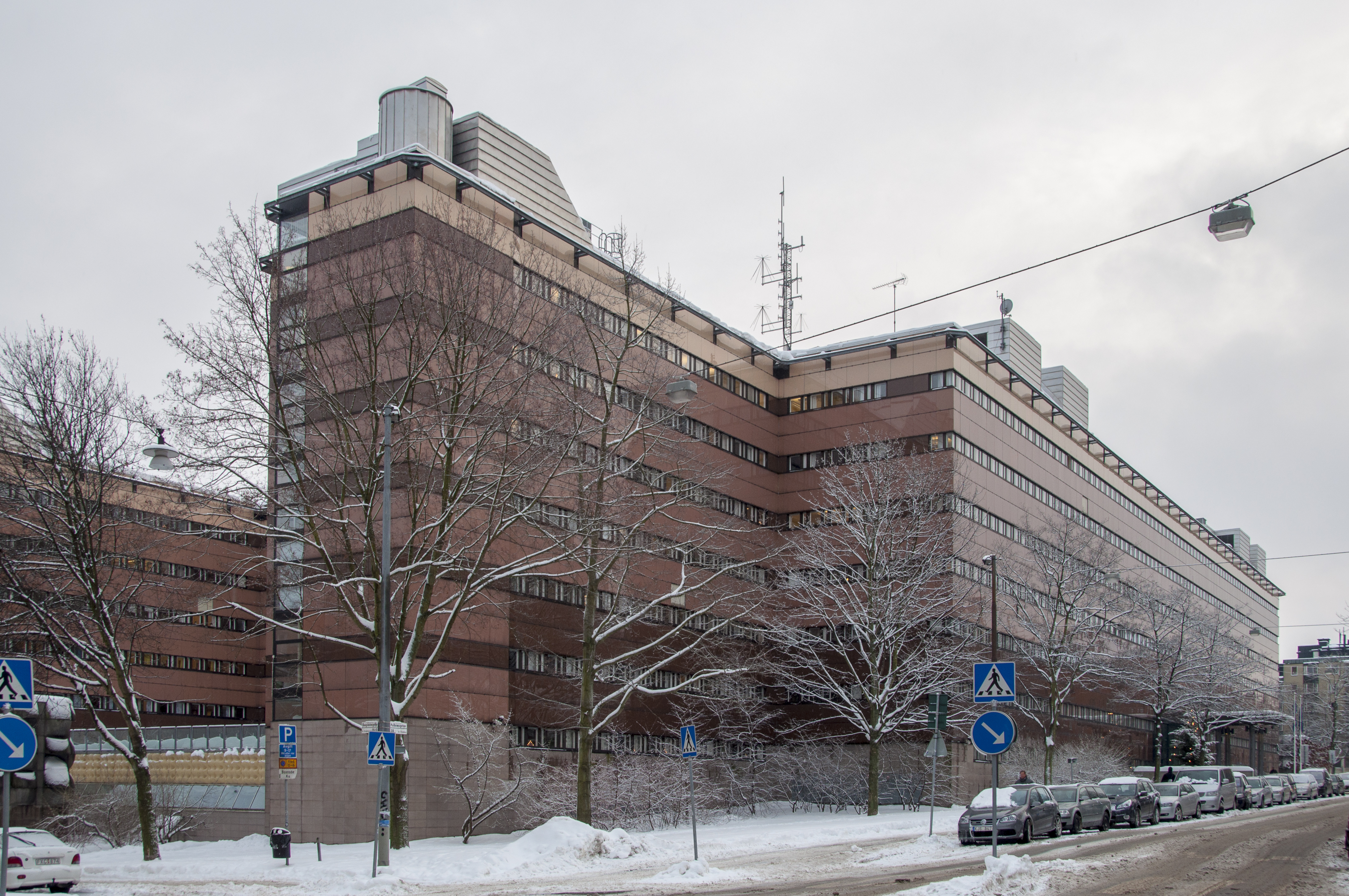
Ett av de tre skivhusen mot Polhemsgatan
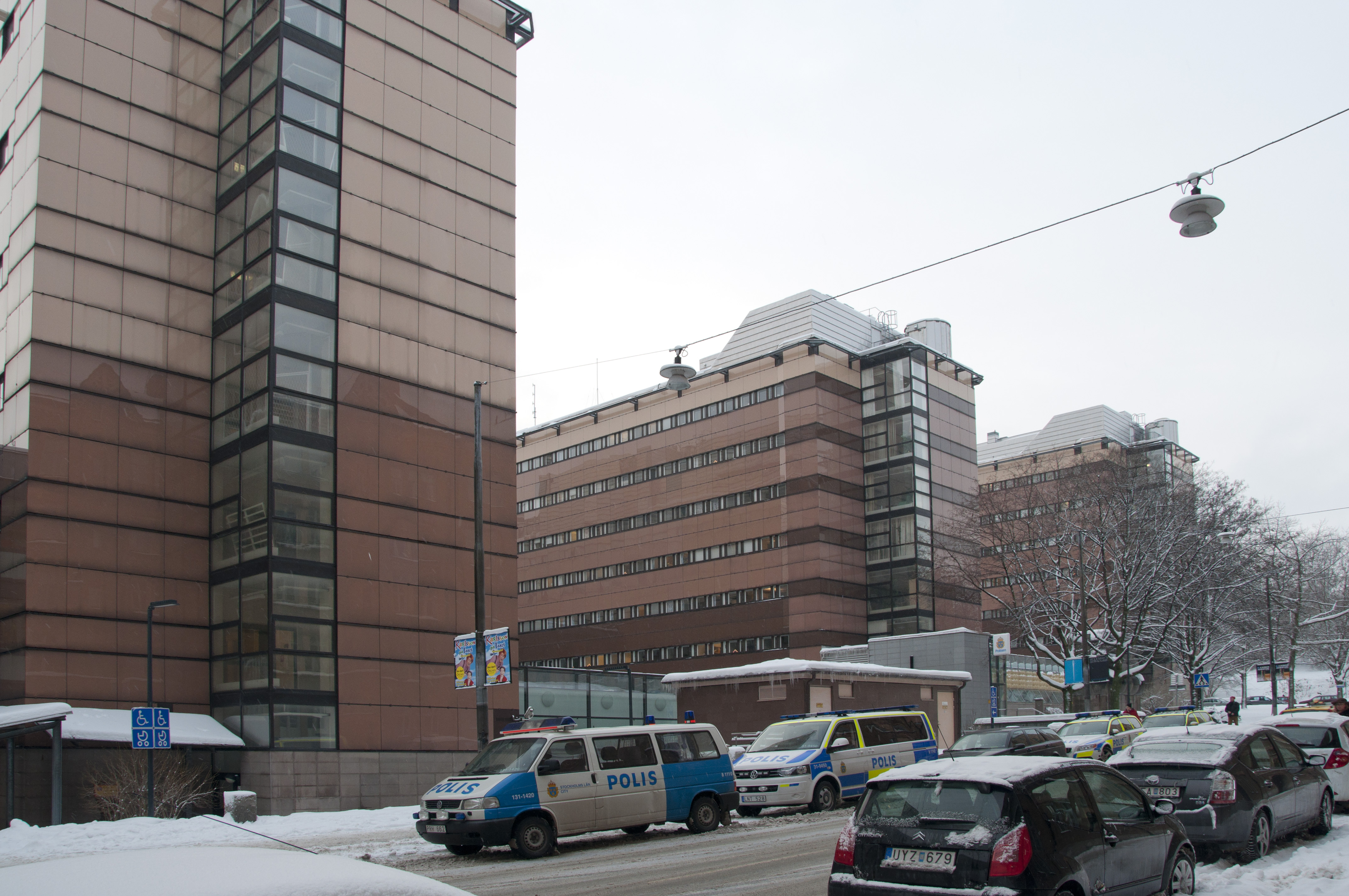
Kronobergshäktet, Kungsholmsgatan
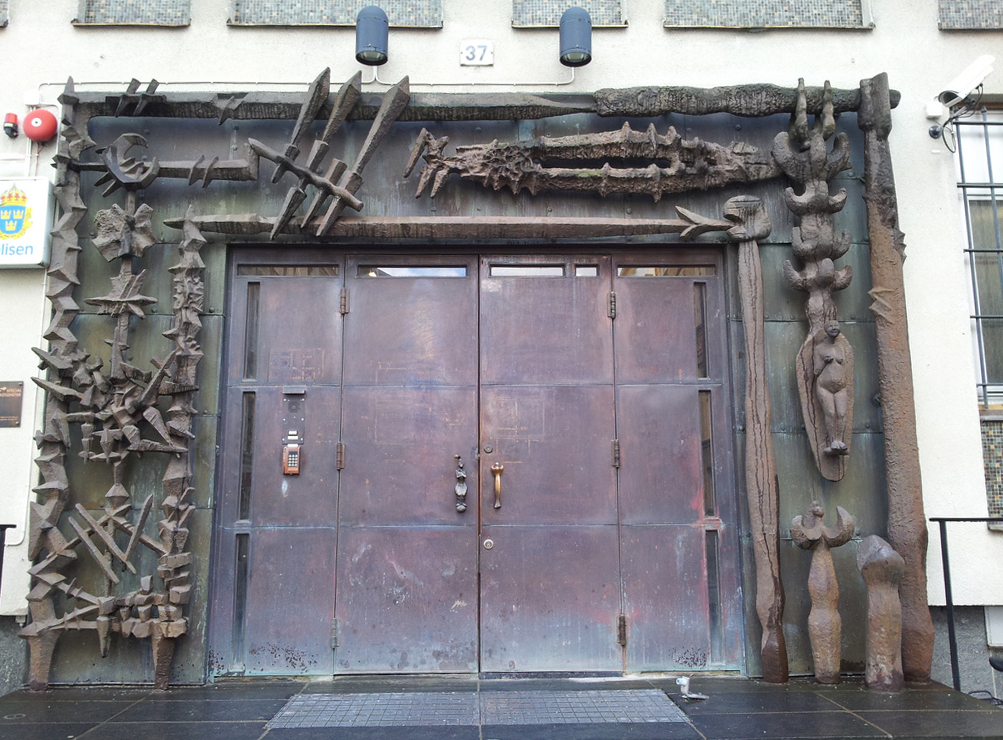
Länskriminalpolisens port mot Kungsholmsgatan
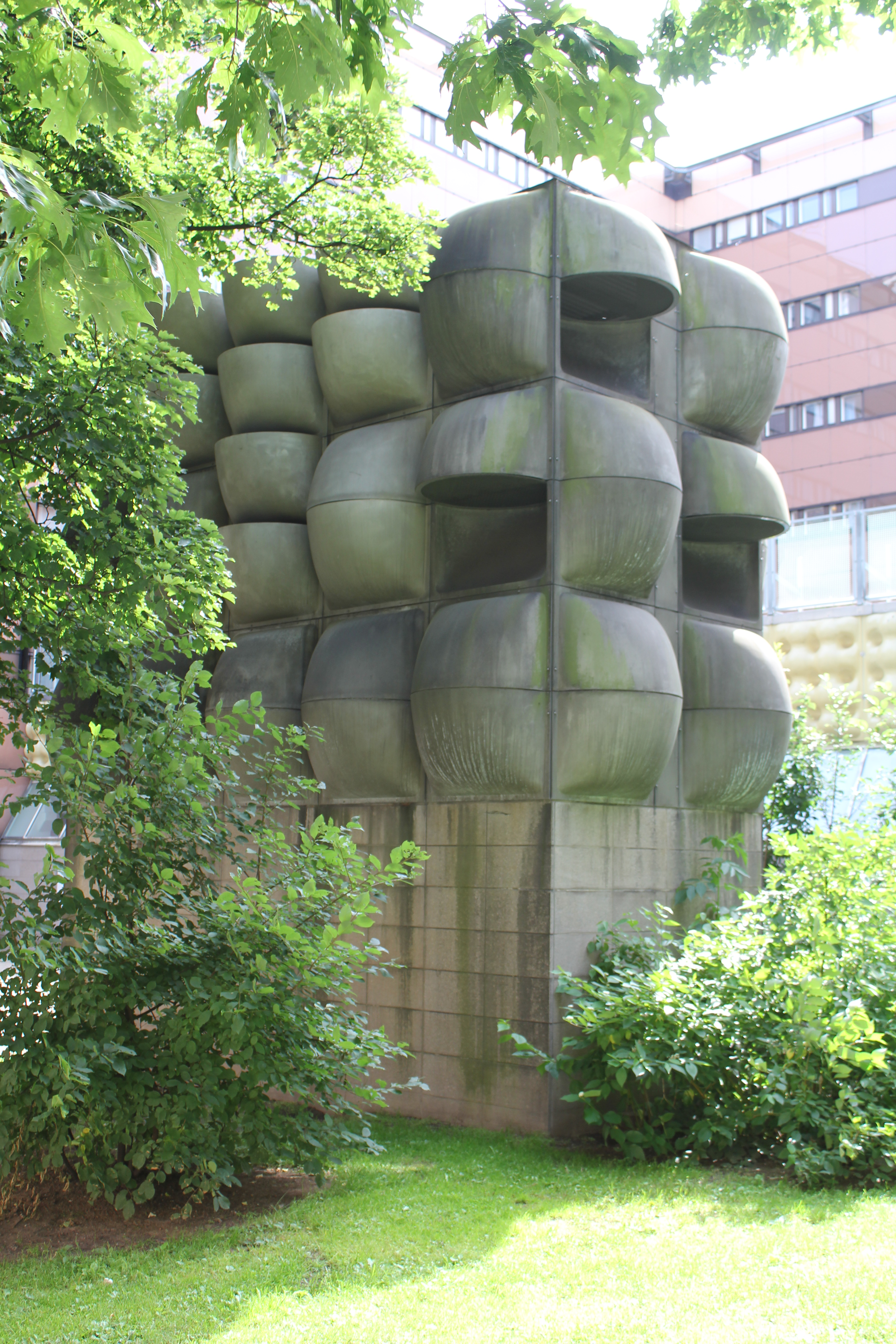
Ventilationstrummor av Lars Englund

## Polishuset idag
Norrmalms Polisstation finns idag på Kungsholmsgatan 43.
Passenheten finns på Bergsgatan 48.
I en av byggnaderna finns även det för allmänheten tillgängliga Kronobergsbadet på Bergsgatan 58.
Polishuset är förbundet med Stockholms rådhus genom en kulvert där man transporterar häktade till och från domstolsförhandlingar, känd som Suckarnas gång.